# Flysch

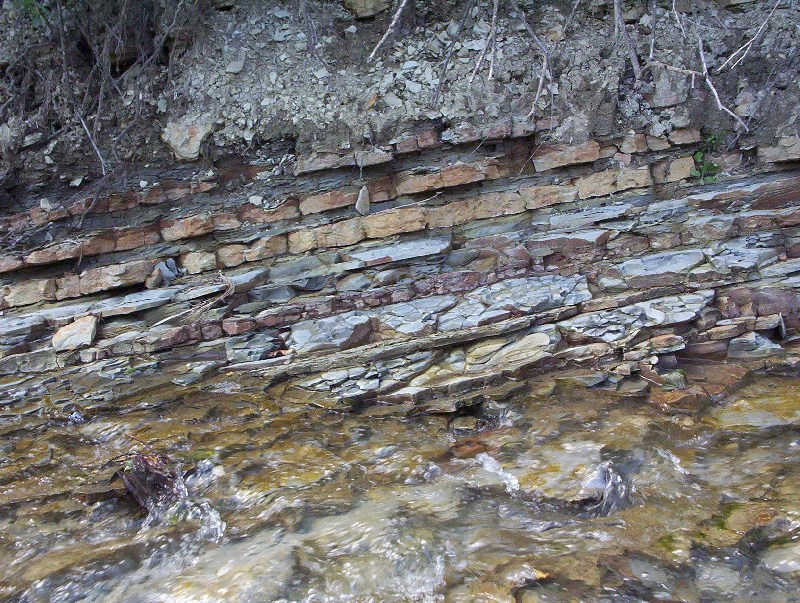
Flysch, här i Karpaterna. I bildens övre del framträder tydligt hur gråa lerstensskikt varvas med mer gulaktiga till röda skikt med grövre material.

Flysch är en sedimentär lagerföljd av omväxlande fossilfattiga, finkorniga bergarter varvade med sandsten och konglomerat.
Flyschlagren är ofta mycket tjocka och har bildats på stora djup i hav genom omväxlande slamströmmar och större massrörelser i samband med pågående bergskedjebildning. Exempel finns i nordamerikanska delen av Kordiljärerna, Alperna, Pyrenéerna och Karpaterna.

## Etymologi
Ordet flysch (från tyskans Flysch) härleds från den skiktade strukturen och dess snabba nedbrytning i små, skiffriga bitar, och det har etymologiskt släktskap med bland annat flöts (ty: Flöz) och flisa.
Ordet introducerades i den geologiska litteraturen 1827 av den schweiziske geologen Bernhard Studer. Ursprunget var den lokala dialekten i den schweiziska dalen Simmertal, i Bernalperna, för denna typ av skiffriga, lätteroderade bergartsstrukturer.